# Alexandra Bell (atleta)
Alexandra Bell (Leeds, 4 de noviembre de 1992) es una atleta británica, especialista en carreras de media distancia.

## Carrera
Bell compite para el Club de Atletismo Pudsey & Bramley. En 2016, Bell compitió en su primera cita de la Liga Diamante, terminando séptima en la general, siendo la quinta corredora británica más rápida en los 800 metros. Acabó tercera en la prueba sueca de Bauhaus Galan (2:01,77 min) y séptima en los Aniversary Games de Londres (2:01,62 min), En 2018, compitió por primera vez en el Cross Internacional de Gran Edimburgo.
Bell terminó quinta en los 800 metros en los Juegos de la Mancomunidad, celebrados en Gold Coast (Australia). En mayo de 2018, Bell se convirtió en la primera mujer británica en correr 800 metros en menos de 2 minutos en el British Milers’ Club Grand Prix. En julio de 2018, Bell no fue seleccionada para la prueba de 800 metros en los Campeonatos de Europa de ese año, que se celebrarían en Berlín, a pesar de haber corrido más rápido que dos de las atletas seleccionadas.
En septiembre de 2019, Bell ganó los 800 metros representando a Europa en "The Match", una competición por equipos contra Estados Unidos en Minsk (Bielorrusia). Bell llegó a la semifinal de los 800 metros del Campeonato Mundial de Atletismo de 2019 celebrado en Doha (Catar), estableciendo un mejor tiempo personal de 1:59,82 minutos.
En diciembre de 2019, Bell criticó a UK Athletics, órgano rector del deporte del atletismo en el Reino Unido, tras no ser incluido en la lista de financiación de la lotería de élite. En mayo de 2021, Bell corrió más rápido que el tiempo de clasificación olímpica de 800 metros en la Belfast Irish Milers. La prueba no otorgaba puntos para la clasificación olímpica, ya que no tenía permiso europeo.
Bell terminó quinta en la prueba del Campeonato Británico de Atletismo de 2021, que hizo las veces de prueba olímpica. En un principio no fue seleccionada para los retrasados Juegos Olímpicos de Tokio 2020, cuando se anunció el equipo de atletismo en junio de 2021. El 8 de julio, Bell acabó siendo convocada para competir en los 800 metros en sustitución de Laura Muir, que se había clasificado para la prueba, pero que posteriormente decidió no competir porque quería centrarse en la carrera de 1500 metros. En la final olímpica, Bell terminó séptima con un mejor tiempo personal de 1:57,66 minutos.

## Resultados

### Por temporada
| Representando a Reino Unido (así como a Inglaterra) | Representando a Reino Unido (así como a Inglaterra) | Representando a Reino Unido (así como a Inglaterra) | Representando a Reino Unido (así como a Inglaterra) | Representando a Reino Unido (así como a Inglaterra) | Representando a Reino Unido (así como a Inglaterra) |
| --------------------------------------------------- | --------------------------------------------------- | --------------------------------------------------- | --------------------------------------------------- | --------------------------------------------------- | --------------------------------------------------- |
| Año                                                 | Competición                                         | Lugar                                               | Puesto                                              | Modalidad                                           | Marca                                               |
| 2016                                                | Liga de Diamante - Bauhaus Galan                    | Estocolmo                                           | 3.ª                                                 | 800 m                                               | 2:01,77 min                                         |
| 2016                                                | Liga de Diamante - Aniversary Games                 | Londres                                             | 7.ª                                                 | 800 m                                               | 2:01,62 min                                         |
| 2017                                                | Liga de Diamante - Aniversary Games                 | Londres                                             | 8.ª                                                 | 800 m                                               | 2:00,62 min                                         |
| 2017                                                | Liga de Diamante - Grand Prix                       | Birmingham                                          | 7.ª                                                 | 800 m                                               | 2:02,30 min                                         |
| 2018                                                | Juegos de la Mancomunidad                           | Gold Coast                                          | 5.ª                                                 | 800 m                                               | 2:00,83 min                                         |
| 2018                                                | Liga de Diamante - Aniversary Games                 | Londres                                             | 8.ª                                                 | 800 m                                               | 2:01,49 min                                         |
| 2019                                                | Liga de Diamante - Anniversary Games                | Londres                                             | 3.ª                                                 | 800 m                                               | 1:59,82 min                                         |
| 2019                                                | Liga de Diamante - Grand Prix                       | Birmingham                                          | 5.ª                                                 | 800 m                                               | 2:02,41 min                                         |
| 2019                                                | The Match Europe vs. USA                            | Minsk                                               | 1.ª                                                 | 800 m                                               | 2:04,81 min                                         |
| 2019                                                | Campeonato Mundial de Atletismo                     | Doha                                                | 5.ª (SF1)                                           | 800 m                                               | 2:01,23 min                                         |
| 2020                                                | Liga de Diamante - Bauhaus Galan                    | Estocolmo                                           | 5.ª                                                 | 800 m                                               | 2:00,40 min                                         |
| 2020                                                | Liga de Diamante - Golden Gala                      | Roma                                                | 6.ª                                                 | 800 m                                               | 2:01,37 min                                         |
| 2021                                                | Juegos Olímpicos                                    | Tokio                                               | 7.ª                                                 | 800 m                                               | 1:57,66 min                                         |
| 2022                                                | Campeonato Mundial de Atletismo                     | Eugene                                              | 7.ª (SF3)                                           | 800 m                                               | 2:00,82 min                                         |
| 2022                                                | Juegos de la Mancomunidad                           | Birmingham                                          | 6.ª                                                 | 800 m                                               | 2:00,52 min                                         |
| 2022                                                | Campeonato Europeo de Atletismo                     | Múnich                                              | 6.ª                                                 | 800 m                                               | 2:00,68 min                                         |

### Mejores marcas
| Disciplina                  | Marca        | Lugar      | Fecha                    |
| --------------------------- | ------------ | ---------- | ------------------------ |
| 400 metros                  | 58,26 s      | Sheffield  | 18 de abril de 2010      |
| 800 metros (exterior)       | 1:57,66 min  | Tokio      | 3 de agosto de 2021      |
| 800 metros (pista cubierta) | 2:12,15 min  | Birmingham | 26 de febrero de 2011    |
| 1500 metros (exterior)      | 4:07,06 min. | Berlín     | 12 de septiembre de 2021 |